# Universitas Terbuka
Universitas Terbuka – otwarty uniwersytet państwowy Indonezji, będący największą uczelnią w tym kraju, założony w 1984.
Oferuje studia stacjonarne oraz programy kształcenia na odległość, których celem jest ułatwienie dostępu do szkolnictwa wyższego dla wszystkich obywateli kraju.